# Nuthurst
Nuthurst est un village et une paroisse civile du district de Horsham, Sussex de l'Ouest en Angleterre.
En 2001 sa population était de 1 711 habitants

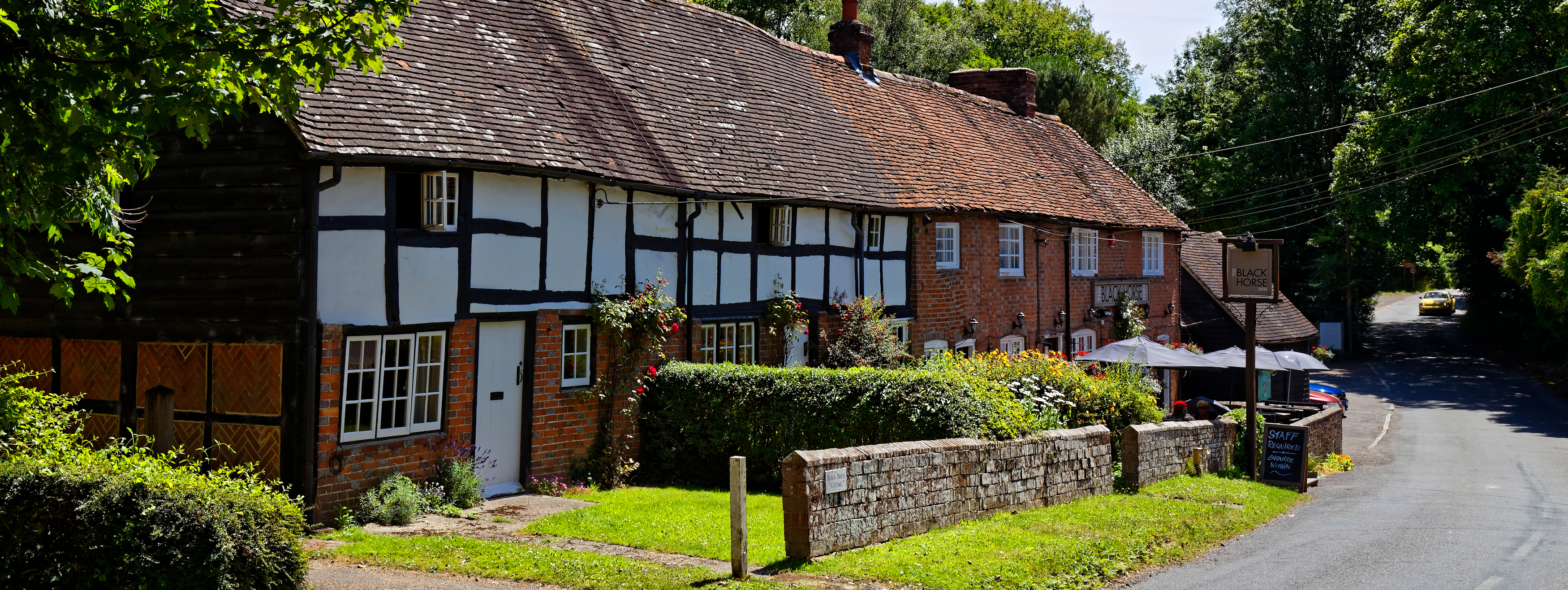
Black Horse Inn, Nuthurst